# Elaeodendron lycioides
Elaeodendron lycioides är en benvedsväxtart som beskrevs av Baker. Elaeodendron lycioides ingår i släktet Elaeodendron och familjen Celastraceae. Inga underarter finns listade.